# Ronnie Romero
Ronnie Romero (Santiago del Cile, 20 novembre 1981) è un cantante cileno naturalizzato statunitense noto prevalentemente per essere stato membro del Michael Schenker Group, nonché come voce degli Elegant Weapons.

## Biografia
Nato a Santiago, si è trasferito a Madrid nel 2009, e in seguito negli Stati Uniti; Nel 2014, Romero, insieme al chitarrista Tony Hernando, ha fondato la band heavy metal Lords of Black.
Romero ha lasciato la band nel 2019 ma è tornato nel 2020. Nel 2015, Ritchie Blackmore ha annunciato il suo ritorno al rock con una nuova formazione per la sua band Rainbow, con Ronnie Romero come cantante. Nel 2017 entra a nella band CoreLeoni  che lascerà nel 2020,  si è anche unito ai Vandenberg,  nonché ai  Sunstorm.
Nel 2022 incide Raised On Radio, il suo primo album solista.

## Discografia

### Solista
- 2022 - Raised on Radio
- 2023 - Memories of Metal Weekend

### Con il Michael Schenker Group
- 2021 - Immortal
- 2022 - Universal

### Con i Lords of Black
- 2014 - Lords of Black
- 2016 - II
- 2020 - Alchemy of souls part.1
- 2021 - Alchemy of souls part.2

### Con i Sunstorm
- 2021 - Afterlife